# Dream Street (filme)
Dream Street (bra: A Rua dos Sonhos; prt: Dream Street) é um filme mudo norte-americano de 1921, do gênero drama romântico, produzido, escrito e dirigido por D. W. Griffith, com roteiro baseado nos contos "Gina of Chinatown" e "The Lamp in the Window", de Thomas Burke, publicados no livro Limehouse Nights.
O filme é estrelado por Carol Dempster, Charles Emmett Mack e Ralph Graves.

## Elenco
- Carol Dempster – Gypsy Fair
- Ralph Graves – James Spike McFadden
- Charles Emmett Mack – Billy McFadden
- Edward Peil – Swan Way
- W.J. Ferguson
- Porter Strong – Samuel Jones
- George Neville – Tom Chudder
- Charles Slattery
- Tyrone Power (pai)
- Morgan Wallace